# Фланговые дебюты
Фланговые дебюты — шахматные дебюты, начинающиеся любым ходом белых, кроме 1. е2-е4, 1. d2-d4, 1. е2-е3, 1. d2-d3. Они строятся главным образом на фигурном и пешечно-фигурном воздействии на центр. Часто могут переходить в дебюты других групп. За исключением английского начала, менее агрессивны в смысле получения дебютного преимущества.

## Список фланговых дебютов
| - Английское начало - Атака Гроба - Атака Дёркина - Гамбит Лисицына - Гамбит Фрома - Дебют Амара - Дебют Краба - Дебют Андерсена - Дебют Бёрда - Дебют Гедульта - Дебют Данста | - Дебют Депре - Дебют Клеменца - Дебют Ларсена - Дебют Рети - Дебют Сокольского (Польский дебют) - Дебют Уэра - Львовский гамбит - Сарагосское начало - Староиндийское начало - Швейцарский гамбит |

## Интересные факты
- Среди фланговых дебютов много неправильных начал.
- Часто закрытые и полузакрытые дебюты не различают, объединяют в одну группу закрытых дебютов. Туда же могут относить и фланговые дебюты.